# Planariidae
Los planáridos (Planariidae) son una familia de gusanos platelmintos conocidos vulgarmente como planarias. Son  comunes en muchas partes del mundo, viviendo tanto en agua salada como agua dulce. Algunas especies son terrestres y se encuentran debajo de leños, piedras, en el suelo y sobre plantas en zonas húmedas. 
Estos animales se mueven mediante cilios en la dermis ventral, permitiéndoles deslizarse a lo largo de una película de moco. Algunos se mueven por ondulaciones de todo el cuerpo por contracciones de músculos construidos en la membrana del cuerpo.
Muestran una extraordinaria habilidad para regenerar partes perdidas del cuerpo. 
El aplanamiento del cuerpo se debe a que no presentan mayor cavidad corporal que el tracto digestivo, por lo general carecen de ano. La respiración la realizan por difusión por lo que las células no pueden encontrarse muy alejadas de la superficie exterior. Se alimentan de protozoos, pequeños crustáceos, caracoles y otros gusanos.

## Géneros
El Registro Mundial de Especies Marinas acepta los siguientes géneros de planarias:
- Atrioplanaria
- Bdellasimilis
- Crenobia
- Digonoporus
- Hymanella
- Ijimia
- Paraplanaria
- Phagocata
- Plagnolia
- Planaria
- Polycelis
- Seidlia

Especies reclasificadas por sinonimia:

- Albioplanaria Kawakatsu, 1966 aceptada como Phagocata Leidy, 1847
- Albiplanaria Komarek, 1926 aceptada como Phagocata Leidy, 1847
- Atioplanaria Kenk, 1936 aceptada como Atrioplanaria de Beauchamp, 1932
- Fondicola Buchanan, 1936 aceptada como Fonticola Komárek, 1926 aceptada como Phagocata Leidy, 1847
- Fonticola Komárek, 1926 aceptada como Phagocata Leidy, 1847
- Galeocephala Stimpson, 1857 (suprimida)
- Penecurva Livanov & Zabusova, 1940 aceptada como Phagocata Leidy, 1847
- Podoplana Korotneff, 1912 aceptada como Bdellocephala de Man, 1875

## Filogenia
Árbol filogenético según Sluys et al., 2009:
|  | Planariidae                                                  |
|  |                                                              |
|  | \| \| Kenkiidae \| \| \| \| \| \| Dendrocoelidae \| \| \| \| |
|  |                                                              |
|  | Kenkiidae                                                    |
|  |                                                              |
|  | Dendrocoelidae                                               |
|  |                                                              |

|  | Kenkiidae      |
|  |                |
|  | Dendrocoelidae |
|  |                |

|  | Dugesiidae  |
|  |             |
|  | Geoplanidae |
|  |             |

|  | Planariidae                                                  |
|  |                                                              |
|  | \| \| Kenkiidae \| \| \| \| \| \| Dendrocoelidae \| \| \| \| |
|  |                                                              |
|  | Kenkiidae                                                    |
|  |                                                              |
|  | Dendrocoelidae                                               |
|  |                                                              |

|  | Kenkiidae      |
|  |                |
|  | Dendrocoelidae |
|  |                |

|  | Dugesiidae  |
|  |             |
|  | Geoplanidae |
|  |             |

|  | Planariidae                                                  |
|  |                                                              |
|  | \| \| Kenkiidae \| \| \| \| \| \| Dendrocoelidae \| \| \| \| |
|  |                                                              |
|  | Kenkiidae                                                    |
|  |                                                              |
|  | Dendrocoelidae                                               |
|  |                                                              |

|  | Kenkiidae      |
|  |                |
|  | Dendrocoelidae |
|  |                |

|  | Dugesiidae  |
|  |             |
|  | Geoplanidae |
|  |             |

|  | Planariidae                                                  |
|  |                                                              |
|  | \| \| Kenkiidae \| \| \| \| \| \| Dendrocoelidae \| \| \| \| |
|  |                                                              |
|  | Kenkiidae                                                    |
|  |                                                              |
|  | Dendrocoelidae                                               |
|  |                                                              |

|  | Kenkiidae      |
|  |                |
|  | Dendrocoelidae |
|  |                |

|  | Dugesiidae  |
|  |             |
|  | Geoplanidae |
|  |             |

|  | Planariidae                                                  |
|  |                                                              |
|  | \| \| Kenkiidae \| \| \| \| \| \| Dendrocoelidae \| \| \| \| |
|  |                                                              |
|  | Kenkiidae                                                    |
|  |                                                              |
|  | Dendrocoelidae                                               |
|  |                                                              |

|  | Kenkiidae      |
|  |                |
|  | Dendrocoelidae |
|  |                |

|  | Dugesiidae  |
|  |             |
|  | Geoplanidae |
|  |             |

|  | Planariidae                                                  |
|  |                                                              |
|  | \| \| Kenkiidae \| \| \| \| \| \| Dendrocoelidae \| \| \| \| |
|  |                                                              |
|  | Kenkiidae                                                    |
|  |                                                              |
|  | Dendrocoelidae                                               |
|  |                                                              |

|  | Kenkiidae      |
|  |                |
|  | Dendrocoelidae |
|  |                |

|  | Dugesiidae  |
|  |             |
|  | Geoplanidae |
|  |             |

|  | Planariidae                                                  |
|  |                                                              |
|  | \| \| Kenkiidae \| \| \| \| \| \| Dendrocoelidae \| \| \| \| |
|  |                                                              |
|  | Kenkiidae                                                    |
|  |                                                              |
|  | Dendrocoelidae                                               |
|  |                                                              |

|  | Kenkiidae      |
|  |                |
|  | Dendrocoelidae |
|  |                |

|  | Dugesiidae  |
|  |             |
|  | Geoplanidae |
|  |             |

|  | Planariidae                                                  |
|  |                                                              |
|  | \| \| Kenkiidae \| \| \| \| \| \| Dendrocoelidae \| \| \| \| |
|  |                                                              |
|  | Kenkiidae                                                    |
|  |                                                              |
|  | Dendrocoelidae                                               |
|  |                                                              |

|  | Kenkiidae      |
|  |                |
|  | Dendrocoelidae |
|  |                |

|  | Dugesiidae  |
|  |             |
|  | Geoplanidae |
|  |             |